# Delvináki
Delvináki (Delvinaki) är en ort i Grekland.   Den ligger i prefekturen Nomós Ioannínon och regionen Epirus, i den nordvästra delen av landet, 400 km nordväst om huvudstaden Aten. Delvináki ligger 760 meter över havet och antalet invånare är 772.
Terrängen runt Delvináki är huvudsakligen kuperad, men åt nordväst är den bergig. Terrängen runt Delvináki sluttar söderut. Runt Delvináki är det ganska glesbefolkat, med 22 invånare per kvadratkilometer. Närmaste större samhälle är Kefalóvryso, 11,8 km nordost om Delvináki. Omgivningarna runt Delvináki är en mosaik av jordbruksmark och naturlig växtlighet.